# Кубок УЄФА 1983—1984
Кубок УЄФА 1983—1984 — тринадцятий розіграш Кубка УЄФА, у якому перемогу здобув англійський клуб «Тоттенгем Готспур», після двоматчевого фіналу перемігши у серії пенальті бельгійський «Андерлехт».

## Перший раунд
| Команда 1              | Заг.           | Команда 2            | 1-й матч        | 2-й матч            |
| ---------------------- | -------------- | -------------------- | --------------- | ------------------- |
| Кайзерслаутерн         | 3–4            | Вотфорд              | 3–1 (Протокол)  | 0–3 (Протокол)      |
| Спарта (Прага)         | 4–3            | Реал Мадрид          | 3–2 (Протокол)  | 1–1 (Протокол)      |
| Лариса                 | 2–3            | Будапешт Гонвед      | 2–0 (Протокол)  | 0–3 (дч) (Протокол) |
| Аннортосіс             | 0–11           | Баварія              | 0–1 (Протокол)  | 0–10 (Протокол)     |
| Атлетіко               | 2–4            | Гронінген            | 2–1 (Протокол)  | 0–3 (Протокол)      |
| Брюне                  | 1–4            | Андерлехт            | 0–3 (Протокол)  | 1–1 (Протокол)      |
| Селтік                 | 5–1            | Орхус                | 1–0 (Протокол)  | 4–1 (Протокол)      |
| Дрогеда Юнайтед        | 0–14           | Тоттенгем Готспур    | 0–6 (Протокол)  | 0–8 (Протокол)      |
| Аріс Бонневуа          | 0–15           | Аустрія (Відень)     | 0–5 (Протокол)  | 0–10 (Протокол)     |
| Банік (Острава)        | 6–1            | Б-1903               | 5–0 (Протокол)  | 1–1 (Протокол)      |
| Динамо (Київ)          | 0–1            | Лаваль               | 0–0 (Протокол)  | 0–1 (Протокол)      |
| Бордо                  | 2–7            | Локомотив (Лейпциг)  | 2–3 (Протокол)  | 0–4 (Протокол)      |
| Спартак (Москва)       | 7–0            | ГІК                  | 2–0 (Протокол)  | 5–0 (Протокол)      |
| Університатя (Крайова) | 1–1 (пен. 4–5) | Хайдук (Спліт)       | 1–0 (Протокол)  | 0–1 (Протокол)      |
| Цюрих                  | 3–8            | Антверпен            | 1–4 (Протокол)  | 2–4 (Протокол)      |
| Верона                 | 4–2            | Црвена Звєзда        | 1–0 (Протокол)  | 3–2 (Протокол)      |
| Вестманнаейя           | 0–3            | Карл Цейс            | 0–0 (Протокол)  | 0–3 (Протокол)      |
| Гент                   | 2–3            | Ланс                 | 1–1 (Протокол)  | 1–2 (дч) (Протокол) |
| Ноттінгем Форест       | 3–0            | Форвартс (Франкфурт) | 2–0 (Протокол)  | 1–0 (Протокол)      |
| Локомотив (Пловдив)    | 2–5            | ПАОК                 | 1–2 (Протокол)  | 1–3 (Протокол)      |
| ПСВ                    | 6–2            | Ференцварош          | 4–2 (Протокол)  | 2–0 (Протокол)      |
| Рабат Аякс             | 0–16           | Інтер (Братислава)   | 0–10 (Протокол) | 0–6 (Протокол)      |
| Раднички (Ниш)         | 5–1            | Санкт-Галлен         | 3–0 (Протокол)  | 2–1 (Протокол)      |
| Севілья                | 3–4            | Спортінг             | 1–1 (Протокол)  | 2–3 (Протокол)      |
| Спарта (Роттердам)     | 5–1            | Колрейн              | 4–0 (Протокол)  | 1–1 (Протокол)      |
| Спортул                | 1–2            | Штурм                | 1–2 (Протокол)  | 0–0 (Протокол)      |
| Сент-Міррен            | 0–3            | Феєнорд              | 0–1 (Протокол)  | 0–2 (Протокол)      |
| Трабзонспор            | 1–2            | Інтернаціонале       | 1–0 (Протокол)  | 0–2 (Протокол)      |
| Штутгарт               | 1–2            | Левскі               | 1–1 (Протокол)  | 0–1 (Протокол)      |
| Віторія (Гімарайнш)    | 1–5            | Астон Вілла          | 1–0 (Протокол)  | 0–5 (Протокол)      |
| Вердер                 | 3–2            | Мальме               | 1–1 (Протокол)  | 2–1 (Протокол)      |
| Відзев                 | 2–2 (ч)        | Ельфсборг            | 0–0 (Протокол)  | 2–2 (Протокол)      |

## Другий раунд
| Команда 1           | Заг.           | Команда 2          | 1-й матч       | 2-й матч            |
| ------------------- | -------------- | ------------------ | -------------- | ------------------- |
| Будапешт Гонвед     | 3–5            | Хайдук (Спліт)     | 3–2 (Протокол) | 0–3 (Протокол)      |
| Гронінген           | 3–5            | Інтернаціонале     | 2–0 (Протокол) | 1–5 (Протокол)      |
| Спартак (Москва)    | 4–3            | Астон Вілла        | 2–2 (Протокол) | 2–1 (Протокол)      |
| Аустрія (Відень)    | 5–3            | Лаваль             | 2–0 (Протокол) | 3–3 (Протокол)      |
| Верона              | 2–2 (ч)        | Штурм              | 2–2 (Протокол) | 0–0 (Протокол)      |
| Локомотив (Лейпциг) | 2–1            | Вердер             | 1–0 (Протокол) | 1–1 (Протокол)      |
| ПАОК                | 0–0 (пен. 8–9) | Баварія            | 0–0 (Протокол) | 0–0 (Протокол)      |
| ПСВ                 | 1–3            | Ноттінгем Форест   | 1–2 (Протокол) | 0–1 (Протокол)      |
| Андерлехт           | 4–2            | Банік (Острава)    | 2–0 (Протокол) | 2–2 (Протокол)      |
| Раднички (Ниш)      | 6–3            | Інтер (Братислава) | 4–0 (Протокол) | 2–3 (Протокол)      |
| Ланс                | 5–4            | Антверпен          | 2–2 (Протокол) | 3–2 (Протокол)      |
| Спарта (Роттердам)  | 4–3            | Карл Цейс          | 3–2 (Протокол) | 1–1 (Протокол)      |
| Спортінг            | 2–5            | Селтік             | 2–0 (Протокол) | 0–5 (Протокол)      |
| Тоттенгем Готспур   | 6–2            | Феєнорд            | 4–2 (Протокол) | 2–0 (Протокол)      |
| Вотфорд             | 4–2            | Левскі             | 1–1 (Протокол) | 3–1 (дч) (Протокол) |
| Відзев              | 1–3            | Спарта (Прага)     | 1–0 (Протокол) | 0–3 (Протокол)      |

## Третій раунд
| Команда 1          | Заг. | Команда 2           | 1-й матч       | 2-й матч       |
| ------------------ | ---- | ------------------- | -------------- | -------------- |
| Баварія            | 1–2  | Тоттенгем Готспур   | 1–0 (Протокол) | 0–2 (Протокол) |
| Аустрія (Відень)   | 3–2  | Інтернаціонале      | 2–1 (Протокол) | 1–1 (Протокол) |
| Ноттінгем Форест   | 2–1  | Селтік              | 0–0 (Протокол) | 2–1 (Протокол) |
| Раднички (Ниш)     | 0–4  | Хайдук (Спліт)      | 0–2 (Протокол) | 0–2 (Протокол) |
| Ланс               | 1–2  | Андерлехт           | 1–1 (Протокол) | 0–1 (Протокол) |
| Штурм              | 2–1  | Локомотив (Лейпциг) | 2–0 (Протокол) | 0–1 (Протокол) |
| Спарта (Роттердам) | 1–3  | Спартак (Москва)    | 1–1 (Протокол) | 0–2 (Протокол) |
| Вотфорд            | 2–7  | Спарта (Прага)      | 2–3 (Протокол) | 0–4 (Протокол) |

## Чвертьфінали
| Команда 1         | Заг. | Команда 2        | 1-й матч       | 2-й матч            |
| ----------------- | ---- | ---------------- | -------------- | ------------------- |
| Спарта (Прага)    | 1–2  | Хайдук (Спліт)   | 1–0 (Протокол) | 0–2 (дч) (Протокол) |
| Ноттінгем Форест  | 2–1  | Штурм            | 1–0 (Протокол) | 1–1 (дч) (Протокол) |
| Андерлехт         | 4–3  | Спартак (Москва) | 4–2 (Протокол) | 0–1 (Протокол)      |
| Тоттенгем Готспур | 4–2  | Аустрія (Відень) | 2–0 (Протокол) | 2–2 (Протокол)      |

## Півфінали
| Команда 1        | Заг.    | Команда 2         | 1-й матч       | 2-й матч       |
| ---------------- | ------- | ----------------- | -------------- | -------------- |
| Хайдук (Спліт)   | 2–2 (ч) | Тоттенгем Готспур | 2–1 (Протокол) | 0–1 (Протокол) |
| Ноттінгем Форест | 2–3     | Андерлехт         | 2–0 (Протокол) | 0–3 (Протокол) |

## Фінал

### Перший матч
| 9 травня 1984 |

| Андерлехт  | 1–1      | Тоттенгем Готспур |
| ---------- | -------- | ----------------- |
| Ольсен 85' | Протокол | Міллер 57'        |

| Констант Ванден Сток (Брюссель) Глядачів: 35,000 Арбітр: Бруно Галлер |

### Другий матч
| 23 травня 1984 |

| Тоттенгем Готспур | 1–1      | Андерлехт       |
| ----------------- | -------- | --------------- |
| Робертс 84'       | Протокол | Чернятинскі 60' |

| Вайт Гарт Лейн, (Лондон) Глядачів: 46,205 Арбітр: Фолькер Рот |

|                                                |     | Пенальті                                       |  |
| Робертс · Фалько · Стівенс · Арчибальд · Томас | 4–3 | Ольсен · Грюн · Шифо · Веркаутерен · Гудйонсен |  |

| Переможець Кубка УЄФА 1983—1984 |
| ------------------------------- |
| Англія                          |
| Тоттенгем Готспур Другий титул  |

## Бомбардири
| Місце | Гравець          | Клуб               | Голи | Зіграно хвилин |
| ----- | ---------------- | ------------------ | ---- | -------------- |
| 1     | Тібор Нілаші     | Аустрія            | 8    | 699            |
| 2     | Кеннет Брилль    | Андерлехт          | 6    | 647            |
| 2     | Стів Арчибальд   | Тоттенгем Готспур  | 6    | 1020           |
| 4     | Маріан Томчак    | Інтер (Братислава) | 5    | 197            |
| 4     | Карел Брежик     | Інтер (Братислава) | 5    | 295            |
| 4     | Юрій Гаврилов    | Спартак            | 5    | 720            |
| 4     | Герберт Прогазка | Аустрія            | 5    | 720            |
| 4     | Марк Фалько      | Тоттенгем Готспур  | 5    | 934            |